# Loft (filme)
Loft (br: Loft) é um filme de suspense belga dirigido por Erik Van Looy e lançado em 2008.

## Sinopse
Cinco amigos alugam um loft para encontros amorosos, até que um dia encontram ali o corpo de uma mulher desconhecida.